# Bay Springs
Bay Springs is een plaats (city) in de Amerikaanse staat Mississippi, en valt bestuurlijk gezien onder Jasper County.

## Demografie
Bij de volkstelling in 2000 werd het aantal inwoners vastgesteld op 2097.
In 2006 is het aantal inwoners door het United States Census Bureau geschat op 2199, een stijging van 102 (4,9%).

## Geografie
Volgens het United States Census Bureau beslaat de plaats een oppervlakte van
38,4 km², waarvan 38,3 km² land en 0,1 km² water. Bay Springs ligt op ongeveer 129 m boven zeeniveau.

## Plaatsen in de nabije omgeving
De onderstaande figuur toont nabijgelegen plaatsen in een straal van 24 km rond Bay Springs.